# Michel Placidi

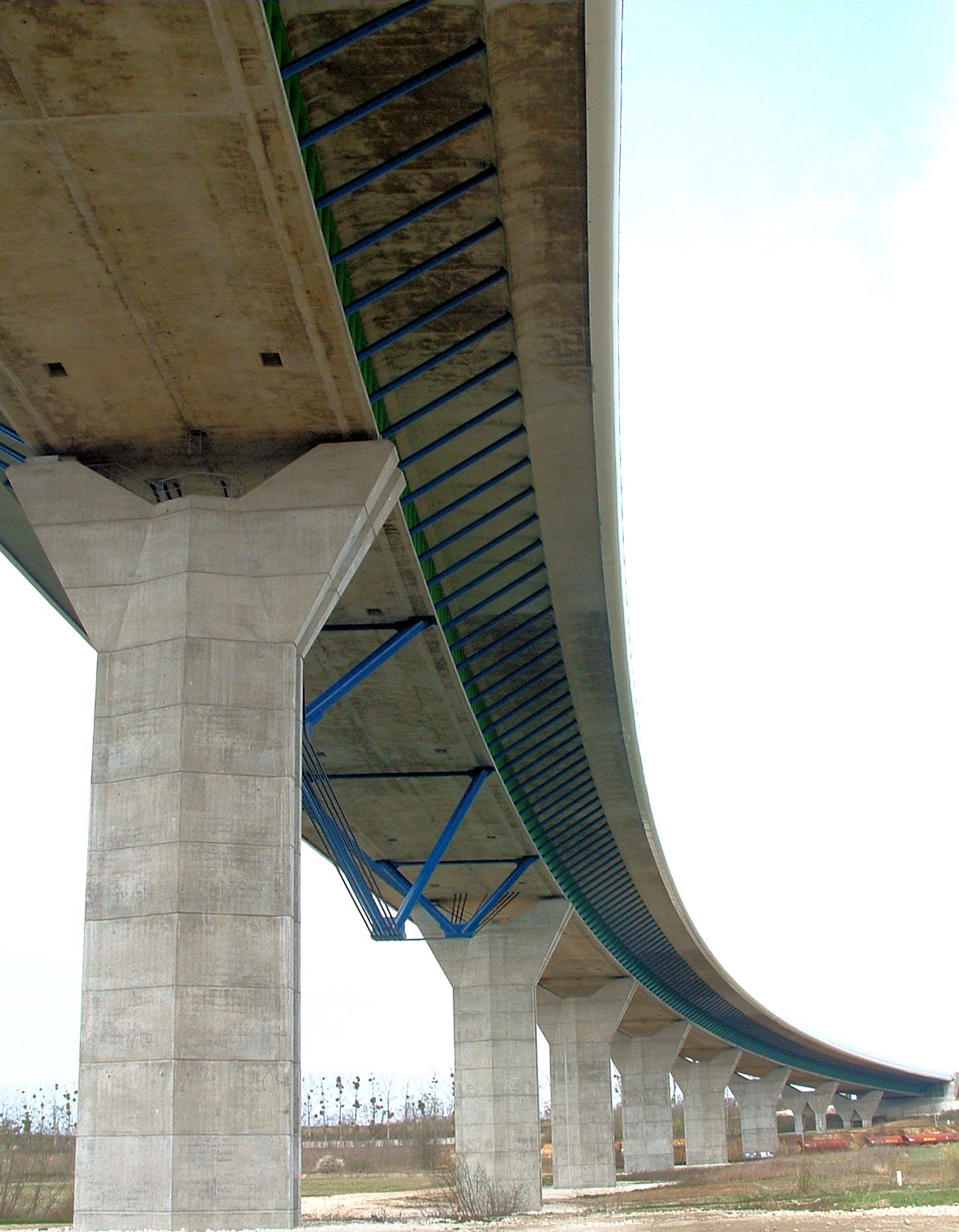
Viaduc de Meaux A140

Michel Placidi (* 1945 in Marseille) ist ein französischer Bauingenieur und Brückenbauer.
Placidi studierte Bauingenieurwesen an der Ecole des Arts et Métiers mit dem Diplom 1967 (wobei er eine Silbermedaille erhielt) und einem Aufbaustudium in Betonbau an der CHEBAP in Paris (1968).
Ab 1969 arbeitete er bei der Baufirma Campenon Bernard, wo er Kollege von Jean Muller und Jacques Mathivat war und sich mit Brückenbau befasste. 1976 wurde er dort Chefingenieur im Bureau d'Etudes. Ab 1980 war er bei Dragages et Travaux Publics (DTP, Leiter der Abteilung Ouvrages d'art in der technischen Direktion), ab 1986 technischer Direktor bei Bouygues und ab 1989 in gleicher Funktion bei Razel bis 2013.
2012 erhielt er den Albert-Caquot-Preis. 1990 erhielt er die fip Medaille und 1996 den Preis der AFGC. Er ist Ritter der Ehrenlegion.
Zu seinen Brückenentwürfen gehört die Pont d’Arbois, Pont de l’île de Ré, Pont de Gilly, Pont de l’Iroise in der Bretagne sowie die Autobahnbrücke Viaduc de Meaux.

## Schriften
- mit Alain Spielmann: La résistance des sites. De l'architecture des ponts. Presses des Ponts, Paris 2013